# 忻都
忻都（きんと、モンゴル語: Индү、Indü、生没年不詳）は、元のモンゴル人武将。名前の原音はモンゴル語・テュルク諸語でインドを意味する「ヒンドゥ」が近いとされている。

## 経歴
日本遠征の準備のために高麗に設けられた屯田を監督する鳳州経略使に任じられ、洪茶丘とともに遠征の準備と並行して三別抄の反乱を鎮圧する。至元11年（1274年）、都元帥として高麗を経て日本に侵攻する（文永の役）。北九州に上陸したものの日本軍によって進撃を阻止され、夜に入って撤退、帰途は暴風雨のため多大の被害を蒙った。
至元17年（1280年）、日本再征を具申し、日本行省右丞に任ぜられ、至元18年（1281年）、征東元帥として東路軍を率いて北九州に侵攻するも、元寇防塁によって上陸を阻止され敗退した。その後も忻都率いる東路軍は志賀島を占領し軍船の停泊地とするも、日本軍の総攻撃により大敗し志賀島を放棄して壱岐島へと逃れた。続いて日本軍は壱岐島の東路軍に総攻撃を敢行した。日本軍との戦闘による苦戦と江南軍が到着した報せに接した忻都は壱岐島を放棄して、江南軍の待つ平戸島を目指した。平戸島近海で江南軍と合流するも、暴風雨に遭い、大損害を被り、辛うじて高麗へ逃れた（弘安の役）。